# خدا را شکر (فیلم)
خدا را شکر (به انگلیسی: Thank God) فیلمی هندی محصول سال ۲۰۲۲ و به کارگردانی ایندرا کومار است. در این فیلم بازیگرانی همچون اجی دیوگن، سیدهارث مالهوترا، راکول پریت سینگ و نورا فتحی ایفای نقش کرده‌اند.